# Урания (альманах)
«Ура́ния» («Урания, карманная книжка на 1826 год для любительниц и любителей Русской словесности») — литературный альманах, изданный Михаилом Петровичем Погодиным в Москве в 1826 году.

## История
В середине 1820-х годов, когда пример «Полярной звезды» доказал коммерческую привлекательность такого типа изданий, новые альманахи в России стали появляться один за другим. В 1825 году с намерением «зашибить на ней тысяч пять» за подготовку альманаха «Урания» взялся молодой московский историк М. П. Погодин.
По характеру «Урания» приближалась к так называемым «кружковым» альманахам, основными авторами которых были участники близких составителю литературных объединений. Зачастую литераторы, входившие в подобные «кружки», разделяли сходные взгляды на литературу и эстетику, что накладывало определённый отпечаток на их произведения. Очень существенный вклад в «Уранию» внесли московские друзья и знакомые Погодина из основанного Семёном Раичем «Общества друзей» («Кружка Раича») и отпочковавшегося от него «Общества любомудрия». Многие из членов этих «обществ» уже поучаствовали в пропагандировавшей шеллингианское «любомудрие» «Мнемозине», а через год дружно станут авторами изданного Раичем и Дмитрием Ознобишиным альманаха «Северная лира». Так, «Уранию» поддержали Д. В. Веневитинов, В. Ф. Одоевский, А. И. Полежаев, Ф. И. Тютчев (в альманахе опубликованы «Песнь скандинавских воинов», «К Нисе» и первое «подлинно тютчевское» стихотворение «Проблеск»), Д. П. Ознобишин, М. А. Дмитриев, А. Г. Ротчев, университетские наставники С. Е. Раич и А. Ф. Мерзляков и другие.
Михаил Петрович сумел привлечь для участия в альманахе Е. А. Баратынского и П. А. Вяземского. От сыновей В. В. Капниста Погодину удалось получить стихи скончавшегося двумя годами раньше знаменитого поэта.
Поэтичным этюдом Д. В. Веневитинова «Утро, полдень, вечер и ночь» альманах продолжал знакомить русского читателя с основами шеллингианства. Важное место в сборнике занимали и исторические материалы. Были опубликованы письмо М. В. Ломоносова И. И. Шувалову, переписка Г. А. Потемкина с митрополитом Платоном, статья П. М. Строева «Отечественная старина».
Знакомство с Вяземским даёт «альманашнику» возможность выпросить стихи у А. С. Пушкина. В середине октября Вяземский по-приятельски пишет Александру Сергеевичу: «Здесь есть Погодин, университетский и повидимому хороших правил: он издает альманах в Москве на будущий год и просит у тебя Христа ради. Дай ему что-нибудь из Онегина или что-нибудь из мелочей». Отказывать другу Пушкин не стал. «Ты приказывал, моя радость, прислать тебе стихов для какого-то альманаха, вот тебе несколько эпиграмм, у меня их пропасть, избираю невиннейших». Таким образом в «Урании» оказалось пять стихотворений поэта: «Мадригал», «Движение», «Совет», «Соловей и кукушка» и «Дружба».
Сам Погодин опубликовал в альманахе повести «Как аукнется, так и откликнется» и «Нищий». Откровенно изображённые в «Нищем» крепостнические порядки очень скоро заставили альманашника поволноваться за свою судьбу: во второй половине декабря Погодин делился с Тютчевым опасениями, что может быть привлечён к делу декабристов, если в повести обнаружат «согласие с образом мыслей заговорщиков». Степан Шевырёв, друг Михаила Погодина, предоставил несколько переводов из Шиллера и Гёте, а также оригинальное стихотворение «Я есмь», обратившее на себя внимание Баратынского и Пушкина.
26 ноября 1825 года рукопись получила цензурное разрешение, выданное профессором Алексеем Мерзляковым. В конце года Погодин выехал в Петербург, и завершить выпуск книги взялся С. Шевырёв, принявший самое деятельное участие в судьбе альманаха. К рождеству «Урания» увидела свет.
Летом 1826 года Погодин взялся за подготовку новой книжки «Урании» и обратился с просьбами о материалах к Вяземскому, Дельвигу, Булгарину, И. И. Дмитриеву. Однако к осени издательские планы московских любомудров несколько раз претерпевали изменения. Так, ими вынашивались идеи выпуска историографического альманаха «Гермес», альманаха переводов немецких писателей «Европейские цветы». В конце концов, под влиянием Пушкина, Погодин принял окончательное решение заменить «Уранию» регулярным журналом «Московский вестник». Год спустя он сделал ещё одну попытку возродить успешный альманах, выпустив его наряду с «Московским вестником», но и на этот раз столкнулся с резким сопротивлением Пушкина, считавшего первоочередной задачей поддержание крепкого литературного журнала:

Вы хотите издать Уранию!!! <…> Вы, издатель европейского журнала в азиатской Москве, Вы, честный литератор между лавочниками литературы, Вы!.. Нет, вы не захотите марать себе рук альманашной грязью. <…> Ради бога не покидайте Вестника; на будущий год обещаю Вам безусловно деятельно участвовать в его издании; для того разрываю непременно все связи с альманашниками обеих столиц. <…> Еще слово: издание «Урании», ей-богу, может, хотя и несправедливо, повредить вам в общем мнении порядочных людей.
— А. С. Пушкин — М. П. Погодину. 31 августа 1827 года.
Издатель «Урании» окончательно отказался от своего детища. Выпуск альманаха на 1826 год так и остался единственным.

## Критика альманаха
Погодинский сборник был встречен критикой с уважением. Так, Антон Дельвиг, издатель знаменитых «Северных цветов», писал Погодину: «Позвольте поблагодарить вас за приятное товарищество — на поприще альманахов. „Урания“ меня обрадовала одна в этот год, прочие соперники наши лучше бы сделали, если бы не родились».
В своей известной неформальной «классификации» В. Г. Белинский отвёл «Урании» место среди альманахов-мещан:

Одни из альманахов были аристократами, как, например, «Северные цветы», «Альбом северных муз», «Денница»; другие — мещанами, как, например, «Невский альманах», «Урания», «Радуга», «Северная лира», «Альциона», «Царское село» и проч.; третьи — простым черным народом, как, например, «Зимцерла», «Цефей», «Букет», «Комета» и т.п… Аристократические альманахи украшались стихами Пушкина, Жуковского и щеголяли стихами гг. Баратынского, Языкова, Дельвига, Козлова, Подолинского, Туманского, Ознобишина, Ф. Глинки, Хомякова и других модных тогда поэтов… Альманахи-мещане преимущественно наполнялись изделиями сочинителей средней руки и только для обеспечения успеха щеголяли несколькими пьесками, вымоленными у Пушкина и других знаменитостей. Альманахи-мужики наполнялись стряпнёю сочинителей пятнадцатого класса…

За «теплоту чувств», «мастерство рассказа» и «верное изображение русских простонародных нравов» удостоился похвалы Белинского погодинский «Нищий».
Некоторый крен альманаха в метафизику любомудров отметил Баратынский, отославший один экземпляр Пушкину: «Посылаю тебе Уранию, милый Пушкин; не велико сокровище; но блажен, кто и малым доволен. Нам очень нужна философия. Однакож позволь тебе указать на пиэсу под заглавием: Я есмь. Сочинитель мальчик лет осмнадцати <С. Шевырёв> и кажется подает надежду. Слог не всегда точен, но есть поэзия, особенно сначала. На конце метафизика, слишком темная для стихов. Надо тебе сказать, что московская молодежь помешана на трансцендентальной философии <…>».
В 1998 году в серии «Литературные памятники» было осуществлено полное комментированное переиздание «Урании».